# Tour Laufer
Pour les articles homonymes, voir Laufer.

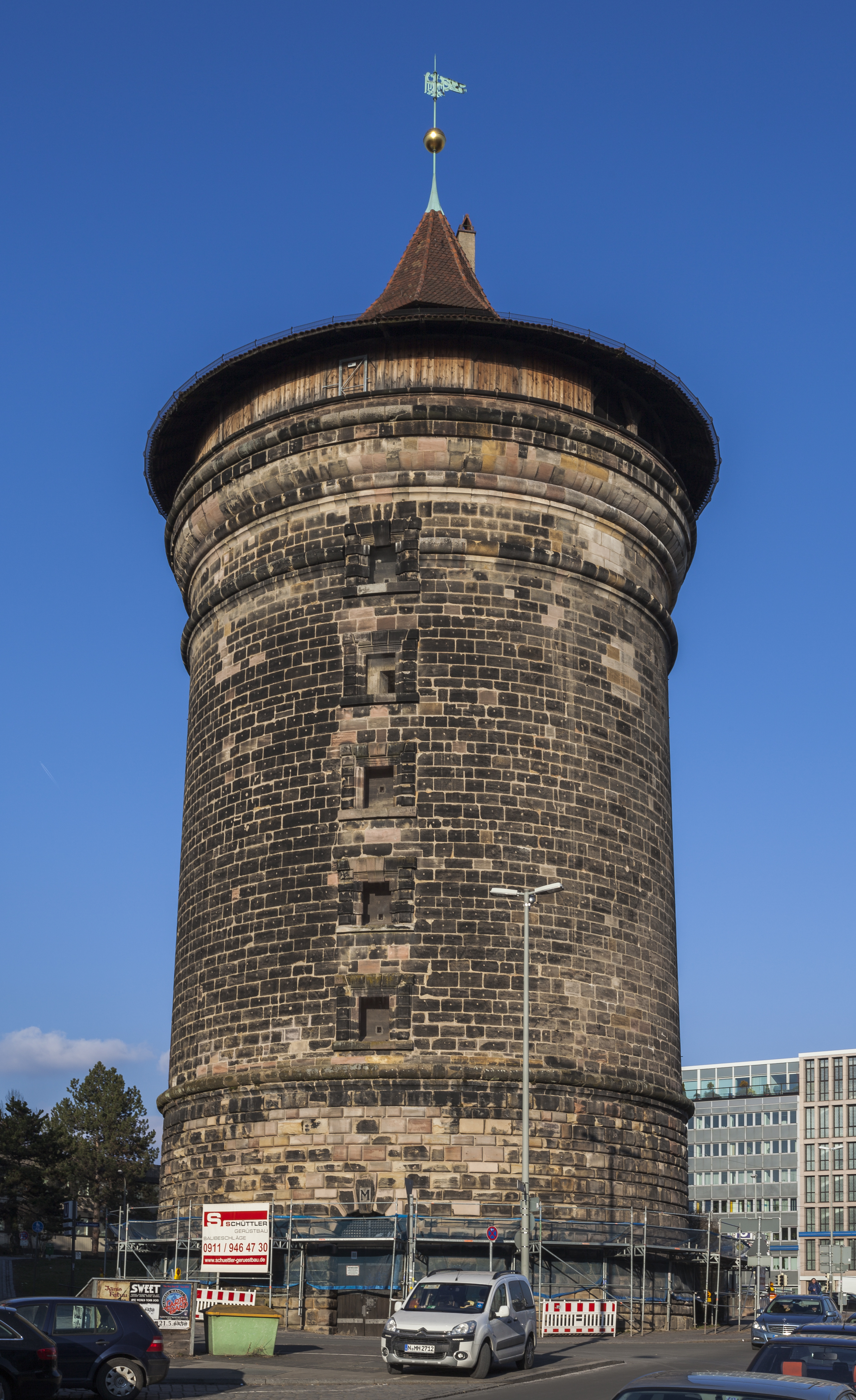
Tour de porte Laufer à Nuremberg

La Laufer Tor est une porte de ville historique située au nord-est des remparts de Nuremberg.

## Description
La porte est déjà occupée dans le cadre du dernier mur de la ville en 1377 et a repris la fonction de Laufer Schlagturm de l'avant-dernier mur de la ville. Elle débutait la circulation sur la Route d'or de Sulzbach et de Prague ainsi que la route vers le nord de Bayreuth  . À la fin du XIXème siècle, le système a été adapté aux exigences du trafic croissant et toutes les structures, à l'exception de la tour ronde, ont été démolies.
La section du mur de la ville située au sud de la Laufer Tor entre Rathenauplatz et Pegnitz est appelée Laufertormauer. Après cela, la voie située à l'intérieur du mur de la ville Laufertormauer et la route principale à l'extérieur de Laufertorgraben ont été nommées. Le Laufertorzwinger est situé au nord du Laufer Tor.
A l'extrémité sud du mur du Laufertor, sur la rive nord de la Pegnitz, le Hübnerstor a été construit en 1892 à travers le mur de la ville et sous le Zwinger. La porte piétonne a été nommée d'après la Hübnersplatz  .

## Tour-porte Laufer
La tour-porte Laufer est l'une des quatre tours principales rondes distinctives des fortifications de la ville de Nuremberg, son ancien nom est "Schwarz M". La construction en grès cubique avec une base élevée rustiquée, une plate-forme de canon avec un toit de tente et un sommet de tourelle a été désignée monument par l'Office d'État de Bavière pour la préservation des monuments. À l'intérieur se trouve une tour carrée (construite vers 1377) et enfermée vers 1556. En 1552, la tour de la porte a été gravement endommagée pendant la Seconde Guerre des Margraves et reconstruite par la suite par Jörg Unger en la tour ronde qui existe encore aujourd'hui  .
Aujourd'hui, la tour est vide et ne se visite pas.

### Bunker
En 1941, la Laufertorturm a été transformée en bunker. C'était l'un des 15 bunkers hauts et 8 bunkers profonds de Nuremberg. Avec une épaisseur de paroi d'environ quatre mètres et un plafond renforcé de 1,4 mètre, il était destiné à la Protection Civile. Sur sept étages et une superficie totale d'environ 200 mètres carrés, il offrait officiellement un espace pour 146 personnes. Un radiateur, des installations de lavage et des toilettes faisaient partie du bunker. Le coût de la conversion de la Laufertorturm en bunker a été d'environ 132 000 Reichsmarks .

## Illustrations historiques

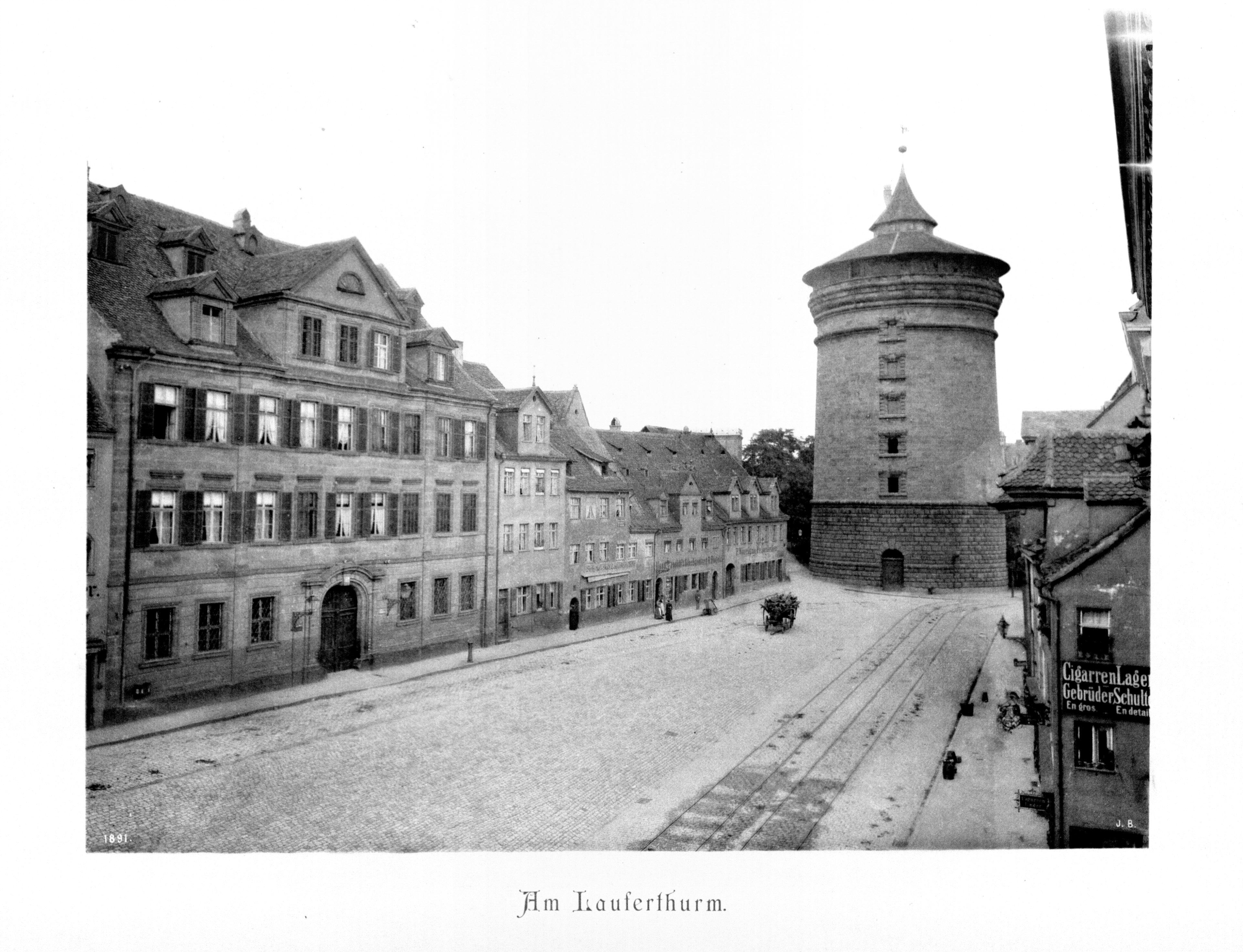
Tour de la porte Laufer, 1891
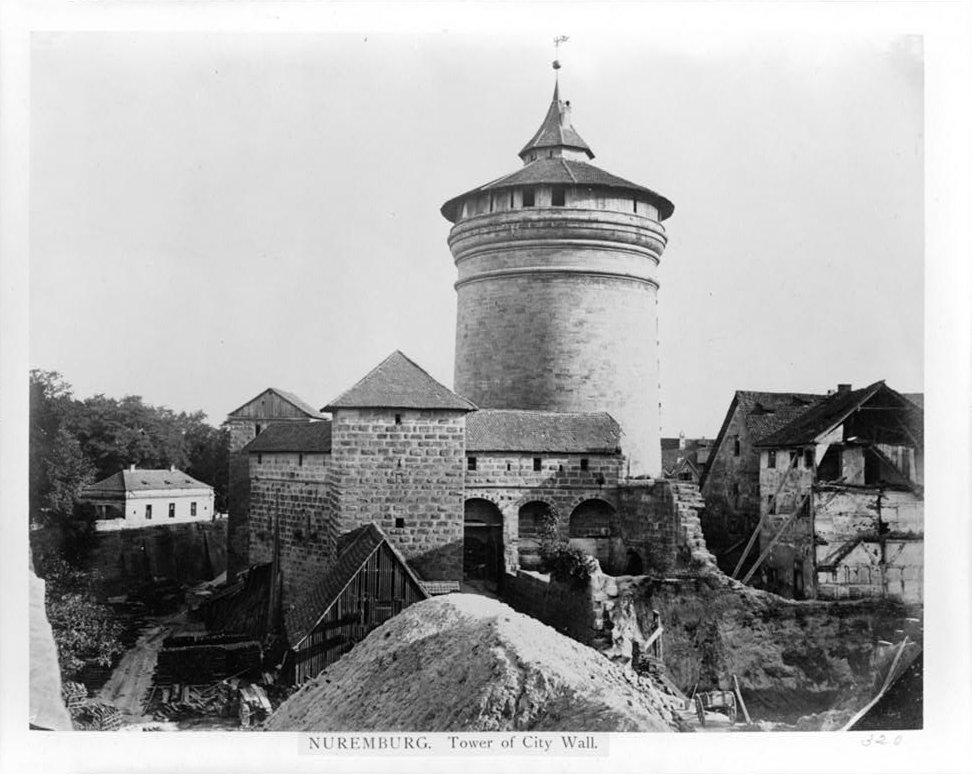
Les environs de la porte Laufer ont été démolis à la fin du XIXe siècle

## Source de traduction
- (de) Cet article est partiellement ou en totalité issu de l’article de Wikipédia en allemand intitulé « Laufer Tor » (voir la liste des auteurs).